# Rózsa Jenő
Rózsa Jenő, születési nevén Rosenthal Jenő (Nyíregyháza, 1906. október 6. – Kolozsvár, 1971. szeptember 6.) filozófiai író, egyetemi tanár. Rózsa Ágnes férje.

## Életútja
Rosenthal Ignác kereskedelmi alkusz és Landau Lina fiaként született. Középiskoláit Kolozsváron, egyetemi tanulmányait Bécsben és Párizsban végezte (1924–1928), oklevelét a Sorbonne-on kapta. 1931–1949 között középiskolai tanár Kolozsváron és Nagyváradon, 1949-től egyetemi tanár, a filozófiatörténet és logika tanszék vezetője a Bolyai, majd a Babeș-Bolyai Egyetemen, doktorképzéssel megbízott docens-doktor.
Leginkább a 17–18. század bölcseletével foglalkozott, írt Spinozáról, Apáczai Csere Jánosról (Apáczai Csere János haladó filozófiai eszméi. Studia Universitatis Babeș-Bolyai, Series Philosophia, 1960), Diderot-ról (Diderot és kora. Korunk 1963/11), Rousseau-ról (Rousseau – a gondolkodó. Korunk 1962/6). Értekezett továbbá Giordano Bruno bölcseletéről (Giordano Bruno, a materializmus jelentős képviselője. Utunk 1950/6), Böhm Károly életművének egy szakaszáról (Kolozsvári filozófus Dühringről. Studia Universitatis Babeș-Bolyai, Series Philosophia, 1967). Filozófiai, neveléstudományi és irodalmi tanulmányai, cikkei jelentek meg az Utunkban, Tanügyi Újságban, Igazságban.
Nyugdíjas éveiben korábban írt és a háború alatt elveszett Spinoza-tanulmányainak újraírásán s egy Emberi valóság – antropológiai távlat című könyv kéziratán dolgozott, ezek azonban befejezetlenül maradtak.